# Francie na Letních olympijských hrách 2016
Francii na Letních olympijských hrách v roce 2016 v Rio de Janeiru reprezentovali sportovci, kteří splnili kvalifikační kritéria, nebo získali pozvání od Mezinárodního olympijského výboru či příslušných sportovních federací. V Riu se představilo 395 francouzských sportovců, z toho 228 mužů a 167 žen, kteří zasáhli do všech sportů vyjma pozemního hokeje.

## Medailisté
| Medaile | Jméno | Sport             | Soutěž                                                    |
| ------- | --- | ----------------- | --------------------------------------------------------- |
| Zlato   | Denis Gargaud Chanut | Kanoistika        | Muži slalom C-1                                           |
| Zlato   | Karim Laghouag Mathieu Lemoine Astier Nicolas Thibaut Vallette | Jezdectví         | Jezdecká všestrannost                                     |
| Zlato   | Jérémie Azou Pierre Houin | Veslování         | Muži dvojskif lehkých vah                                 |
| Zlato   | Emilie Andéolová | Judo              | Ženy +78 kg                                               |
| Zlato   | Teddy Riner | Judo              | Muži +100 kg                                              |
| Zlato   | Yannick Borel Gauthier Grumier Daniel Jerent Jean-Michel Lucenay* | Šerm              | Družstvo mužů kord                                        |
| Zlato   | Charline Piconová | Jachting          | Ženy RS:X                                                 |
| Zlato   | Philippe Rozier Kevin Staut Roger-Yves Bost Pénélope Leprevost | Jezdectví         | Družstvo parkurové skákání                                |
| Zlato   | Estelle Mossely | Box               | Ženy lehká váha (– 60 kg)                                 |
| Zlato   | Tony Yoka | Box               | Muži super těžká váha (+ 91 kg)                           |
| Stříbro | Fabien Gilot Florent Manaudou Mehdy Metella William Meynard* Clément Mignon* Jérémy Stravius | Plavání           | Muži štafeta 4 × 100 m volný styl                         |
| Stříbro | Astier Nicolas | Jezdectví         | Muži jezdecká všestrannost                                |
| Stříbro | Clarisse Agbegnenouová | Judo              | Ženy 63 kg                                                |
| Stříbro | Audrey Tcheuméová | Judo              | Ženy 78 kg                                                |
| Stříbro | Jean-Charles Valladont | Lukostřelba       | Muži jednotlivci                                          |
| Stříbro | Jérémy Cadot Erwann Le Péchoux Enzo Lefort Jean-Paul Tony Helissey | Šerm              | Družstvo mužů fleret                                      |
| Stříbro | Florent Manaudou | Plavání           | Muži 50 m volný styl                                      |
| Stříbro | Jean Quiquampoix | Sportovní střelba | Muži 25 metrů rychlopalná pistole                         |
| Stříbro | Renaud Lavillenie | Atletika          | Muži skok o tyči                                          |
| Stříbro | Mélina Robertová-Michonová | Atletika          | Ženy hod diskem                                           |
| Stříbro | Sofiane Oumiha | Box               | Muži lehká váha (– 60 kg)                                 |
| Stříbro | Kévin Mayer | Atletika          | Muži desetiboj                                            |
| Stříbro | Élodie Clouvelová | Moderní pětiboj   | Ženy                                                      |
| Stříbro | Haby Niaré | Taekwondo         | Ženy 67 kg                                                |
| Stříbro | Maxime Beaumont | Kanoistika        | Muži K-1 200 m                                            |
| Stříbro | Sarah Ourahmoune | Box               | Ženy muší váha (– 51 kg)                                  |
| Stříbro | Camille Ayglon Chloé Bulleux Blandine Dancette Siraba Dembélé Béatrice Edwige Laura Glauser Manon Houette Alexandra Lacrabère Laurisa Landre Amandine Leynaud Gnonsiane Niombla Estelle Nze Minko Allison Pineauová Grace Zaadi       | Házená            | Turnaj žen                                                |
| Stříbro | Olivier Nyokas Daniel Narcisse Vincent Gérard Nikola Karabatić Kentin Mahé Mathieu Grébille Thierry Omeyer Timothey N'Guessan Luc Abalo Cédric Sorhaindo Michaël Guigou Luka Karabatić Ludovic Fabregas Adrien Dipanda Valentin Porte | Házená            | Turnaj mužů                                               |
| Bronz   | Gauthier Grumier | Šerm              | Muži kord                                                 |
| Bronz   | Gauthier Klauss Matthieu Péché | Kanoistika        | Muži C-2                                                  |
| Bronz   | Grégory Baugé Michaël D'Almeida François Pervis | Cyklistika        | Družstvo mužů sprint                                      |
| Bronz   | Cyrille Maret | Judo              | Muži −100 kg                                              |
| Bronz   | Thomas Baroukh Thibault Colard Guillaume Raineau Franck Solforosi | Veslování         | Muži čtyřka bez kormidelníka lehkých vah                  |
| Bronz   | Pierre Le Coq | Jachting          | Muži RS:X                                                 |
| Bronz   | Alexis Raynaud | Sportovní střelba | Muži 50 metrů libovolná malorážka 3×40 ran polohový závod |
| Bronz   | Souleymane Cissokho | Box               | Muži lehká střední váha (– 69 kg)                         |
| Bronz   | Dimitri Bascou | Atletika          | Muži 110 m překážek                                       |
| Bronz   | Mathieu Bauderlique | Box               | Muži polotěžká váha (– 81 kg)                             |
| Bronz   | Marc-Antoine Olivier | Plavání           | Muži 10 km                                                |
| Bronz   | Mahiedine Mekhissi-Benabbad | Atletika          | Muži 3000 m steeplechase                                  |
| Bronz   | Camille Lecointre Hélène Defrance | Jachting          | Ženy 470                                                  |
| Bronz   | Christophe Lemaitre | Atletika          | Muži 200 m                                                |